# 沙莫圖維縣

52°36′N 16°35′E / 52.600°N 16.583°E
沙莫圖維縣（波蘭語：Powiat szamotulski），是波蘭的縣份，位於該國中西部，由大波蘭省負責管轄，首府設於沙莫圖維，面積1,120平方公里，2006年人口85,849，人口密度每平方公里77人。